# Бывшие посёлки городского типа Хабаровского края
Бывшие посёлки городского типа Хабаровского края — посёлки городского типа (рабочие и дачные), потерявшие этот статус в связи с административно-территориальными преобразованиями.

## А
- Агние-Афанасьевск, Агние-Афанасьевский — пгт с 1948 года. Преобразован в сельский населённый пункт  в 1956 году. 1 марта 2000 года  был исключён из учётных данных
- Амурск — пгт с 1958 года. Преобразован в город в 1973 году.

## Б
- Берёзовка — пгт с 1989 года. Включен в состав города Хабаровск в 1994 году.
- Болонь, Больно — пгт с 1948 года. Преобразован в сельский населённый пункт в 1999 году.

## В
- Вяземский — пгт с 1938 года. Преобразован в город в 1951 году.

## Г
- Горный - пгт с 1958 года, до 1964 года назывался Солнечный. Преобразован в сельский населённый пункт в 2018 году[1].
- Гурское — пгт с 1949 года, до 1972 года назывался Хунгари. Преобразован в сельский населённый пункт в 2012 году.

## Д
- Дид-Биран (Дидбиран) — пгт с 1939 года. Упразднён в 1956 году, исключён из учётных данных в 1968 году.
- Дормидонтовка — пгт с 1948 года. Преобразован в сельский населённый пункт в 2011 году[2].

## И
- Иннокентьевка — пгт с 1949 года. Преобразован в сельский населённый пункт в 1992 году.
- Иннокентьевский — пгт с 1932 года. Преобразован в сельский населённый пункт в 1969 году.

## К
- Красная Речка — пгт с 1938 года. Включён в состав города Хабаровск в 1956 году.

## Л
- Лесопильное — пгт с 1940 года. Преобразован в сельский населённый пункт в 1996 году.
- Литовко — пгт с 1948 года. Преобразован в сельский населённый пункт в 2011 году[2].

## М
- Маго — пгт с 1949 года. Преобразован в сельский населённый пункт в 2011 году[2].

## Н
- Нельма — пгт с 1932 года. Преобразован в сельский населённый пункт в 1975 году.

## П
- Пермский — пгт с 1932 года. Преобразован в город Комсомольск-на-Амуре в 1932 году.

- Пивань — пгт с 1954 года. Преобразован в сельский населённый пункт в 1996 году.

## С
- Советская Гавань — пгт с 1930 года. Преобразован в город в 1941 году.
- Согда — пгт с 1957 года. Преобразован в сельский населённый пункт в 1996 году.
- Софийск — пгт с 1942 года. Преобразован в сельский населённый пункт в 2011 году[2].
- Средний Ургал — пгт с 1942 года. Преобразован в сельский населённый пункт в 1996 году.

## Т
- Троицкое — пгт с 1962 года. Преобразован в сельский населённый пункт в 1994 году.
- Тырма — пгт с 1949 года. Преобразован в сельский населённый пункт в 2012 году.

## У
- Умальтинский — пгт с 1942 года. Преобразован в сельский населённый пункт в 1963 году.
- Ургал — пгт с 1974 года. Преобразован в сельский населённый пункт в 1985 году.

## Х
- Хунгари — см. Гурское.